# Cylindrepomus flavus
Cylindrepomus flavus är en skalbaggsart som beskrevs av Stefan von Breuning 1947. Cylindrepomus flavus ingår i släktet Cylindrepomus och familjen långhorningar. Inga underarter finns listade i Catalogue of Life.